# Dzierzbice Kutnowskie
Dzierzbice Kutnowskie – zlikwidowana wąskotorowa stacja kolejowa w Dzierzbicach na linii kolejowej Krośniewice – Dzierzbice Kutnowskie, w powiecie kolskim, w województwie wielkopolskim, w Polsce.